# Сойер, Рафаэль
Рафаэ́ль Со́йер (англ. Raphael Soyer; 25 декабря 1899, Борисоглебск, Тамбовской губернии — 4 ноября 1987, Нью-Йорк), американский художник-реалист XX века российского происхождения.
Более всего известен фигуративной живописью, изображающей сцены уличной повседневной жизни больших городов США. Отличительная черта Рафаэля Сойера, выделяющая его из большого числа художников, так или иначе отражающих видимый мир, — его сочувствие, теплота, личная симпатия к своим персонажам.

Чтобы искусство смогло выжить, ему следует описывать и выражать человека, его жизнь и эпоху.
Оригинальный текст (англ.)If art is to survive it must describe and express people, their lives and times.— «The New Humanism ...» 1974 

## Биография
Рафаэль Сойер родился, как и его брат-близнец Моисей (Мозес Сойер, впоследствии также успешный художник), 25 декабря 1899 года, в Борисоглебске. Их отец Авраам  был учёным и преподавал иврит. Отец настоятельно советовал всем своим детям с ранних лет как можно больше рисовать. В 1912 году семья была депортирована из России, и оказалась в Соединённых Штатах. Сойеры поселились в Бронксе, Нью-Йорк.
Художественное образование братья получали в Купер-Юнионе (перемежая учёбу с подработкой то мойщиками посуды, то разносчиками), а затем в Нью-Йоркской Лиге студентов-художников, в мастерской Ги Пен дю Буа (англ. Guy Pène du Bois). Постоянные художественные занятия двух близнецов втянули в орбиту искусства ещё одного брата, младшего их на три года, Айзека. Дух соревновательности подгонял развитие всех троих.
В 1929 году Рафаэль Сойер, сформировавшийся с левыми политическими убеждениями, стал одним из учредителей Клуба имени Джона Рида (англ.). Организовал в том же, 1929 году свою первую персональную выставку в одной из нью-йоркских галерей. И тут ему сопутствовала удача: его картина была приобретена с выставки солидным Нью-Йоркским музеем Уитни.
Сюжеты картин Р. Сойера со временем трансформировались: от уличных сцен (1930-е годы) до интерьерных постановок, ню и серий портретов (1940-е годы). Персональные выставки художник устраивал с большой регулярностью (в том числе ретроспективы, как в галерее Babcock, 1956, или в Музее Уитни. 1967); получил ряд государственных наград, избран членом Национального института искусств и литературы (1958). В 1970-е годы Рафаэль исполняет иллюстрации к книге еврейского писателя Исаака Башевиса-Зингера (1902—1991), нобелевского лауреата 1978 года .
В 1977 Рафаэль Сойер опубликовал книгу «Дневник художника».
Рафаэль Сойер умер от онкологического заболевания в 1987 году в возрасте 87 лет.

## Изображения в сети
- Бруклинский мост, 1927. Акварель
- Цветная юбка. Холст, масло 66 X 55.9 см.
- Женский портрет. Холст, масло 40.6 X 35.6 см.
- Одевающаяся модель. Холст, масло 102.2 X 76.2 см.
- Isaac Bashevis Singer, The Gentleman from Cracow, New York, Touchstone Publishers, 1970
- Bashevis Singer, The Gentleman from Cracow, 1970. Цветная литография.65.4 X 48.9 см.
- Портрет Давида Бурлюка, 1943. Холст, масло 25.4 X 17.8 см.
- Бурлюк за работой, 1943. Холст, масло 35.56 X 25.4 см.
- Пешеходы: Молодые женщины. Рисунок 25.4 X 19.1 см.